# NGC 7793
NGC 7793 ist eine Spiralgalaxie vom Hubble-Typ Scd mit ausgedehnten Sternentstehungsgebieten im Sternbild Bildhauer am Südsternhimmel. Sie ist schätzungsweise 10 Millionen Lichtjahre von der Milchstraße entfernt und hat einen Durchmesser von etwa 30.000 Lichtjahren.
Sie gehört zu den hellsten Objekten der Sculptor-Galaxiengruppe, einem benachbarten Galaxienhaufen der Lokalen Gruppe und gilt als Mitglied der NGC 55-Gruppe (LGG 4).
Die Typ-IIP-Supernova SN 2008bk wurde hier beobachtet.
Das Objekt wurde am 14. Juli 1826 vom schottischen Astronomen James Dunlop entdeckt.

## Microquasar
Eine Gruppe europäischer Forscher hat mit Hilfe der Teleskope der Europäischen Südsternwarte einen Mikroquasar in einem der Spiralarme von NGC 7793 entdeckt, der vor allem durch besonders heftige Materieausstöße auffällt. Das Schwarze Loch, welche das Zentrum des Mikroquasars bildet, nimmt dabei nicht nur große Mengen Materie auf, sondern beschleunigt und stößt diese in Form von Jets aus. Eine Gasblase mit etwa 1.000 Lichtjahren Durchmesser dehnt sich mit fast 0,1 Prozent Lichtgeschwindigkeit aus.

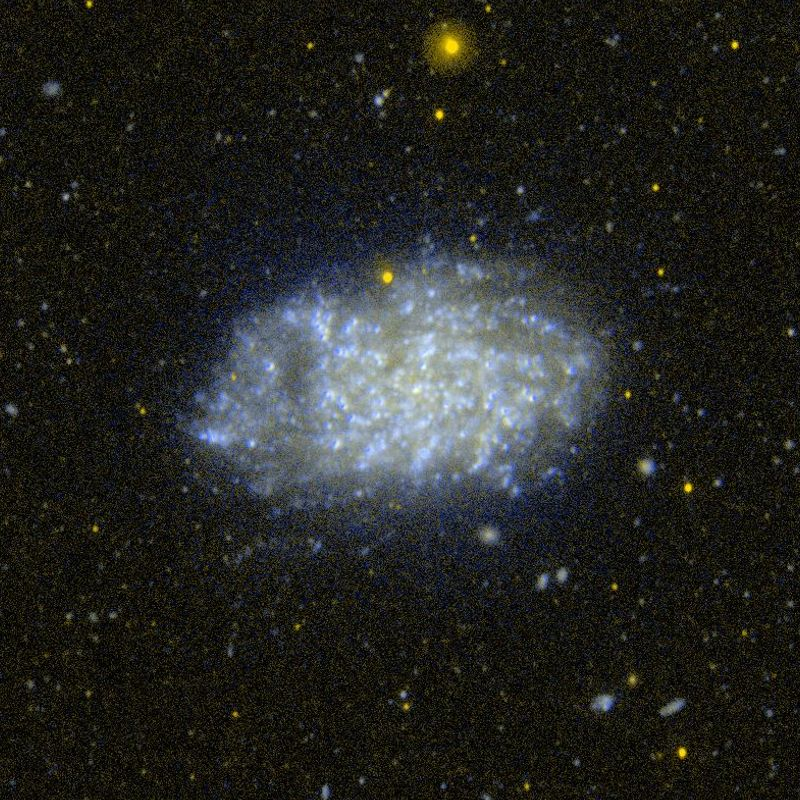
Ultraviolettaufnahme von GALEX
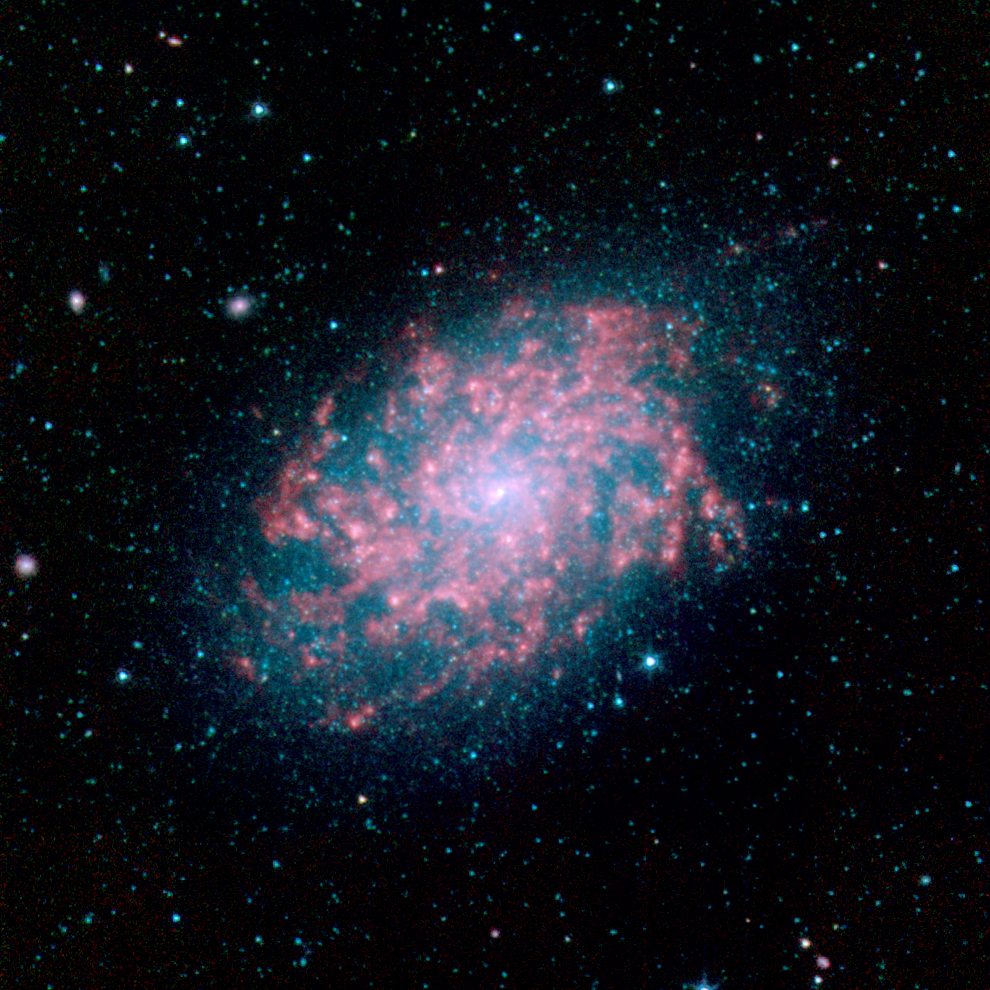
Infrarotaufnahme des Spitzer-Weltraumteleskops
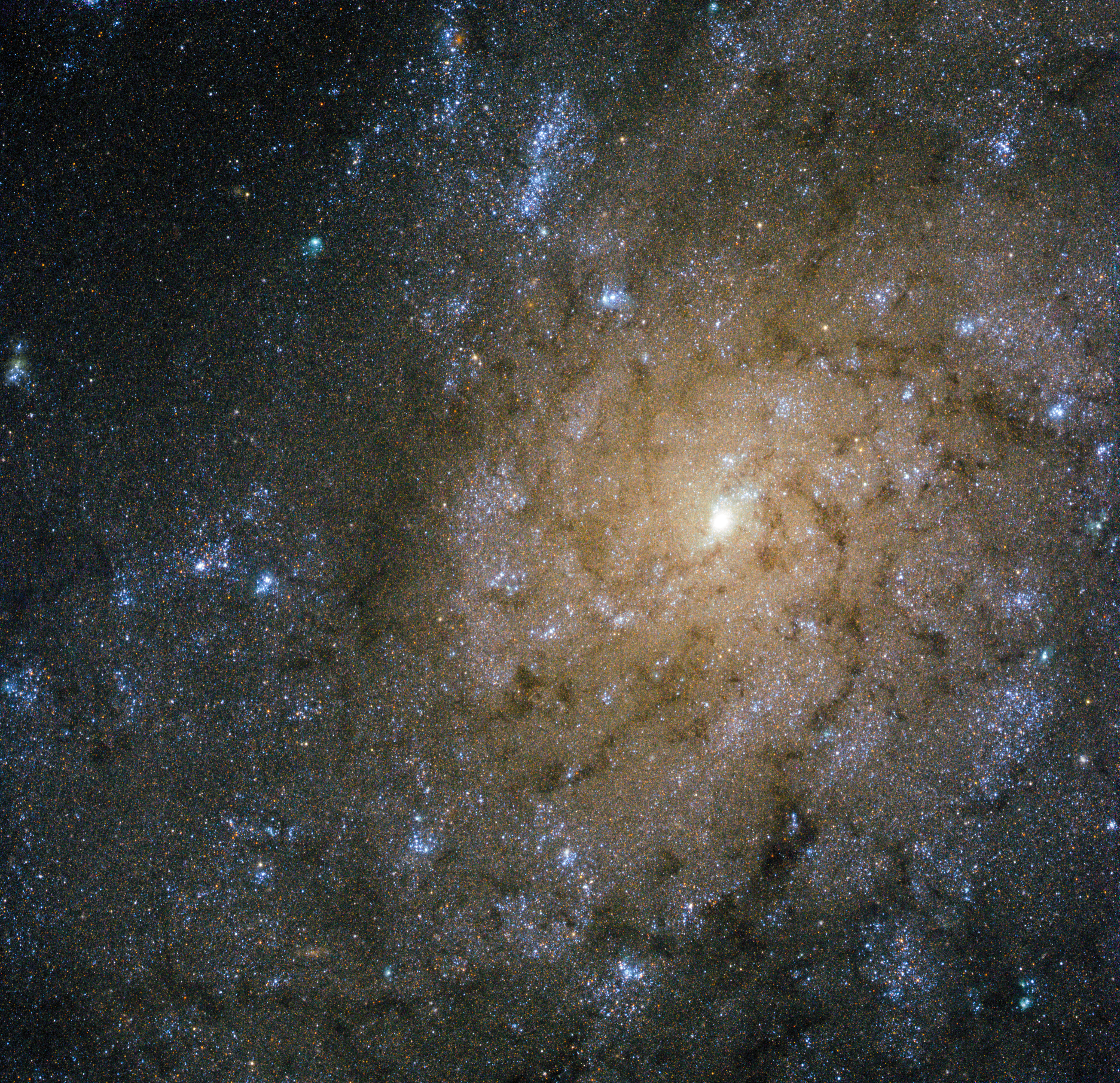
Hochaufgelöste Aufnahme des Hubble-Weltraumteleskops des zentralen Bereichs von NGC 7793
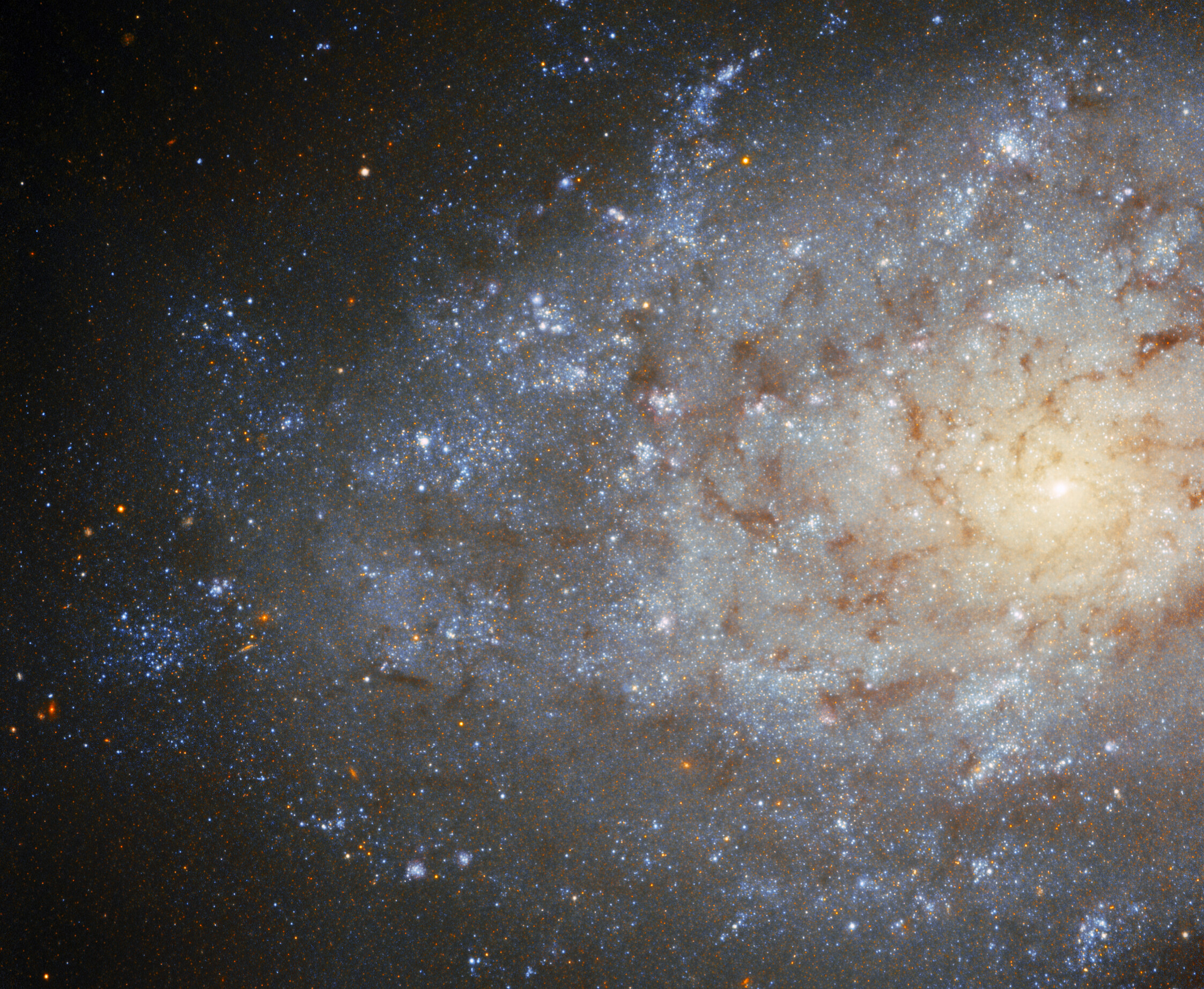
Aufnahme mit dem Gemini-Teleskop